# Pilosella erythrochrista
Pilosella erythrochrista — вид рослин із родини айстрових (Asteraceae).

## Середовище проживання
Зростає у Європі — Німеччина, Швейцарія, Австрія, Польща, Чехія, Словаччина, Угорщина, Румунія, Україна, пн.-євр. Росія, Естонія.